# Republiek Siena
De Republiek Siena (Italiaans: Repubblica di Siena) was een Centraal-Italiaanse staat in de middeleeuwen die bestond van 1125 tot 1555 met als middelpunt de stad Siena.
De nabijgelegen zilvermijnen maakten Siena een belangrijk Europees financieel centrum. De stad werd getroffen door de Zwarte Dood in 1348. Ze was altijd in strijd met de Florentijnse Republiek en haar opvolger, het hertogdom Florence. Tijdens de laatste Italiaanse Oorlog (1551-1559) werd Siena belegerd door Florentijnen en Spanjaarden. Na achttien maanden van verzet gaf de Republiek Siena zich op 17 april 1555 over aan Spanje, waarmee na meer dan vierhonderd jaar een einde kwam aan de republiek.
De nieuwe Spaanse koning Filips II stond het gebied af aan Florence (vanaf 1569 groothertogdom Toscane), waartoe het tot de Italiaanse eenwording in de 19e eeuw zou behoren. 
Tijdens de belegering van Siena wist een groep republikeinen de stad te ontkomen. Ze zochten hun toevlucht in de versterkte vesting van Montalcino. Samen met de lokale bevolking richtten ze de Republiek Siena in Montalcino op en boden tot in 1559 weerstand aan de Medici's.